# Koghb
Koghbi là một đô thị thuộc tỉnh Tavush, Armenia. Dân số ước tính năm 2011 là 4493 người.